# Farmacja stosowana
Farmacja stosowana – dział farmacji zajmujący się jej aspektami praktycznymi, m.in. technikami produkcji leków recepturowych oraz metodami kontroli leków.
Za twórcę farmacji stosowanej uważany jest Galen, od którego nazwiska pochodzi farmacja galenowa, zajmująca się badaniem przetworów z roślin oraz ich wytwarzaniem. Poza recepturą galenową stosowano też recepturę, zajmującą się tworzeniem przepisów do sporządzania leków. Współcześnie dotyczy ona zarówno przygotowywania leków w aptece na podstawie recept, jak i ich przemysłową produkcją na podstawie ustalonych norm.